# Hercostomus flavicornis
Hercostomus flavicornis är en tvåvingeart som först beskrevs av Van Duzee 1918.  Hercostomus flavicornis ingår i släktet Hercostomus och familjen styltflugor.
Artens utbredningsområde är Arizona. Inga underarter finns listade i Catalogue of Life.